# American Association of Variable Star Observers
L'American Association of Variable Star Observers (abbreviato AAVSO) è un'associazione che, fin dalla sua fondazione, avvenuta nel 1911, ha coordinato, raccolto, valutato, analizzato, pubblicato e archiviato tutte le osservazioni delle stelle variabili condotte in gran parte da astronomi amatoriali e curato dei registri consultabili dagli astronomi professionisti, ricercatori e docenti; questi registri stabiliscono anche la curva di luce che disegna la variazione di luminosità di una stella nel corso del tempo.

## Caratteristiche
Dato che gli astronomi professionisti non hanno il tempo materiale o le risorse per monitorare tutte le stelle variabili, l'astronomia è una delle poche scienze dove gli appassionati possono fornire dei reali contributi alle ricerche scientifiche. L'AAVSO International Database contiene all'incirca 25 milioni di osservazioni inviate nel corso di circa cento anni; attualmente riceve oltre 500.000 osservazioni all'anno da circa 2000 osservatori amatoriali e professionisti.
L'AAVSO è anche molto attiva nel campo dell'educazione: periodicamente organizzano dei corsi di formazione e pubblicano delle riviste con amatori e coautori. Hanno aperto la strada al moderno sistema secondo cui professionisti e dilettanti collaborano come dei membri di una squadra nell'analisi dei dati, a differenza del classico sistema in cui professionisti svolgono il ruolo di guide ai dilettanti, i quali si limitano a fornire semplicemente l'assistenza d'osservazione. Inoltre, l'AAVSO ha sviluppato un percorso pratico di astrofisica, col supporto della National Science Foundation.
Il direttore dell'AAVSO è stata per oltre trent'anni, dal 1973 al 2004, Janet Mattei, che morì nel 2004 per una leucemia. L'attuale direttore in carica è Arne Henden.
La sede dell'associazione si trovava in origine all'Harvard College Observatory, nel periodo compreso fra il 1911 ed il 1956; in seguito venne spostata a Cambridge, prima di avere una sede propria in un edificio di proprietà nel 1985 - The Clinton B. Ford Astronomical Data and Research Center Nel 2007, l'AAVSO ha acquistato e si è trasferita nei locali restati vuoti della sede della rivista Sky and Telescope.
L'associazione conta oltre 2000 membri e osservatori, la metà dei quali si trova negli Stati Uniti.
All'AAVSO è stato dedicato un asteroide, 8900 AAVSO.